# ブルノ条約 (1920年)
ブルノ条約（ブルノじょうやく）は1920年6月7日にオーストリア第一共和国とチェコスロバキアの代表によってブルノで締結された条約。条約に基づき、両国は言語群を基準に国民を帰化させた。例えば、オーストリアの公式な住民（Heimatgemeinde）は自動的にオーストリア人とされ、1914年の第一次世界大戦勃発以前よりオーストリアに居住していた住民は帰化の過程で特別処置を受けるとした。ユダヤ人を除き、オーストリア在住の多くのチェコ人、スロバキア人、イタリア人移民は簡単に市民権を獲得できた。